# Antônio Lino
Dom Antônio Lino da Silva Dinis (São Mateus de Oliveira, Portugal, 22 de fevereiro de 1943 – Goiânia, Brasil, 1 de dezembro de 2013) foi um religioso católico português, bispo da Diocese de Itumbiara, Goiás, desde 8 de maio de 1999.

## Ordenação Presbiteral
Foi ordenado padre em 15 de agosto de 1966, Braga, Portugal

## Ordenação Episcopal
Foi sagrado bispo em 1 de Maio de 1999, Sete Lagoas, Minas Gerais
Lema: "In Omnibus Christus" (Col. 3,11)

## Atividades exercidas antes do espiscopado
A convite do então Bispo Diocesano de Sete LagoasMG (Dom Daniel Tavares), veio para o Brasil em fevereiro 1967. Foi nomeado Vigário Paroquial e, em dezembro de 1968, Pároco da Catedral de Santo Antônio em Sete Lagoas, onde permaneceu até agosto de 1988. Nesse período introduziu na Diocese o Movimento de Emaús e Pastoral de Juventude, Cursilhos de Cristandade e Encontro de Casais com Cristo.
Em 1977/1978 frequentou em Roma um curso de espiritualidade sacerdotal. De 1968 a 1988 foi Diretor Espiritual no Seminário Diocesano São Pio X, em Sete Lagoas MG. Em 1988 voltou à sua Arquidiocese de origem, Braga, em Portugal, sendo pároco em duas paróquias em Santo Tirso.
Em setembro de 1991, retornou à Diocese de Sete Lagoas, sendo encarregado de iniciar a formação da paróquia de São Pedro, onde foi pároco e também Capelão da Santa Casa de Nossa Senhora das Graças. Em dezembro de 1994 foi nomeado Reitor do Seminário Maior São Pio X. Foi Diretor Espiritual do Movimento de Encontro de Casais com Cristo no Regional Leste 2.

## Atividades exercidas durante o episcopado
Assistente Eclesiástico Nacional do ECC.

## Falecimento
D. Antônio lino desde 2012 apresentou significativa piora de seu estado de saúde. Em 1 de dezembro de 2013, veio a falecer, deixando a Diocese de Itumbiara em Sé Vacante.

## Sucessão Apostólica
- Bispo Antônio Lino da Silva Dinis (1999)
- Arcebispo Alfio Rapisarda (1979)
- Papa João Paulo II (Karol Józef Wojtyla) † (1958)
- Arcebispo Eugeniusz Baziak † (1933)
- Arcebispo Boleslaw Twardowski † (1919)
- Arcebispo St. Józef Bilczewski † (1901)
- Jan Maurycy Pawel Cardeal Puzyna de Kosielsko † (1886)
- Mieczyslaw Halka Cardeal Ledóchowski † (1861)
- Camillo Cardeal Di Pietro † (1839)
- Chiarissimo Cardeal Falconieri Mellini † (1826)
- Papa Leão XII (Annibale Francesco Clemente Melchiore Girolamo Nicola della Genga) † (1794)
- Henry Benedict Mary Clement Cardeal Stuart de York † (1758)
- Papa Clemente XIII (Carlo della Torre Rezzonico) † (1743)
- Papa Bento XIV (Prospero Lorenzo Lambertini) † (1724)
- Papa Bento XIII (Pietro Francesco (Vincenzo Maria) Orsini de Gravina, O.P.) † (1675)
- Paluzzo Cardeal Paluzzi Altieri Degli Albertoni † (1666)
- Ulderico Cardeal Carpegna † (1630)
- Luigi Cardeal Caetani † (1622)
- Ludovico Cardeal Ludovisi † (1621)
- Arcebispo Galeazzo Sanvitale † (1604)
- Girolamo Cardeal Bernerio, O.P. † (1586)
- Giulio Antonio Cardeal Santorio † (1566)
- Scipione Cardeal Rebiba †

## Estudos realizados
- Teologia

Braga / Portugal (1962-1966).
- Filosofia

1959-1961.
- Ensino médio

Braga / Portugal.
- Ensino fundamental e básico

Braga / Portugal